# Episcopia de Tallinn
Episcopia de Tallinn (în estonă Tallinna piiskopkond, în rusă Таллинская епархия, transliterat: Tallinskaia eparhiia), cunoscută înainte de 1945 ca Episcopia de Reval, este o episcopie a Bisericii Ortodoxe Estoniene.